# Sant’Antonio dei Portoghesi
Sant’Antonio dei Portoghesi, in Rom häufiger Sant’Antonio in Campo Marzio (lat.: Sancti Antonii in Campo Martio) ist eine Kirche in Rom. Sie ist Nationalkirche der Portugiesen und wurde im 17. Jahrhundert errichtet. Bekannt ist sie vor allem für ihre Fassadengestaltung.

## Lage
Die Kirche liegt im IV. römischen Rione Campo Marzio etwa 250 Meter nordöstlich der Piazza Navona.

## Geschichte
Das Gebäude wurde als Kirche eines sich ursprünglich hier befindlichen Hospitals für portugiesische Pilger errichtet. Sie ist eine Stiftung der Braganza. Der Innenraum wurde von Gaspare Guerra von 1629 bis 1636 ausgeführt. Vierung und Chor sind Arbeiten Carlo Rainaldis und wurden bis 1676 fertiggestellt. Die Fassade wurde von Martino Longhi dem Jüngeren 1638 errichtet.

## Fassade
Die Fassade ist zunächst zweistöckig und dreiachsig gestaltet. Vorbild für die Gestaltung kann die berühmte Fassade von Santa Susanna gewesen sein, eine Arbeit Carlo Madernos. Das Untergeschoss ist durch ein Programm mehrfach abgestufter Pilaster gekennzeichnet. Die besondere Betonung des mittleren Risalites ergibt sich daraus, dass dieses über noch eine weitere Staffelungsebene als die Seiten verfügt und aus dem stark hervorspringenden Dreiecksgiebel des Ädikulaportals. Die seitlichen Portale werden von durchbrochenen Segmentgiebeln überfangen. Das verkröpfte Gesims übernimmt die Gliederung des Untergeschosses. Das Obergeschoss enthält abermals eine starke Betonung zur Mitte hin. Die Pilaster sind hier mit Kapitellen korinthischer Ordnung versehen. Zentrum der Gestaltung ist das Wappen der Braganza oberhalb des Fensters. Der durchbrochene Dreiecksgiebel wird seinerseits von seitlich angeordneten Elementen eines Segmentgiebels umfangen, auf diesen sind Engelsfiguren dargestellt. Sehr ungewöhnlich ist die Gestaltung der zum Untergeschoss vermittelnden seitlichen Voluten. Diese sind als Hermen bzw. Gebälkträger ausgeführt und scheinen die Kapitelle der äußeren Pilaster zu stützen. Gemeinsam mit der in etwa zeitgleich entstandenen Fassade von Santi Luca e Martina von Pietro da Cortona leitet die Gestaltung den Übergang in den römischen Hochbarock ein. Die Fassade, insbesondere die Gestaltung der Voluten, war Vorbild für die Gestaltung der Fassade von Santi Vincenzo e Anastasio.

## Innenraum

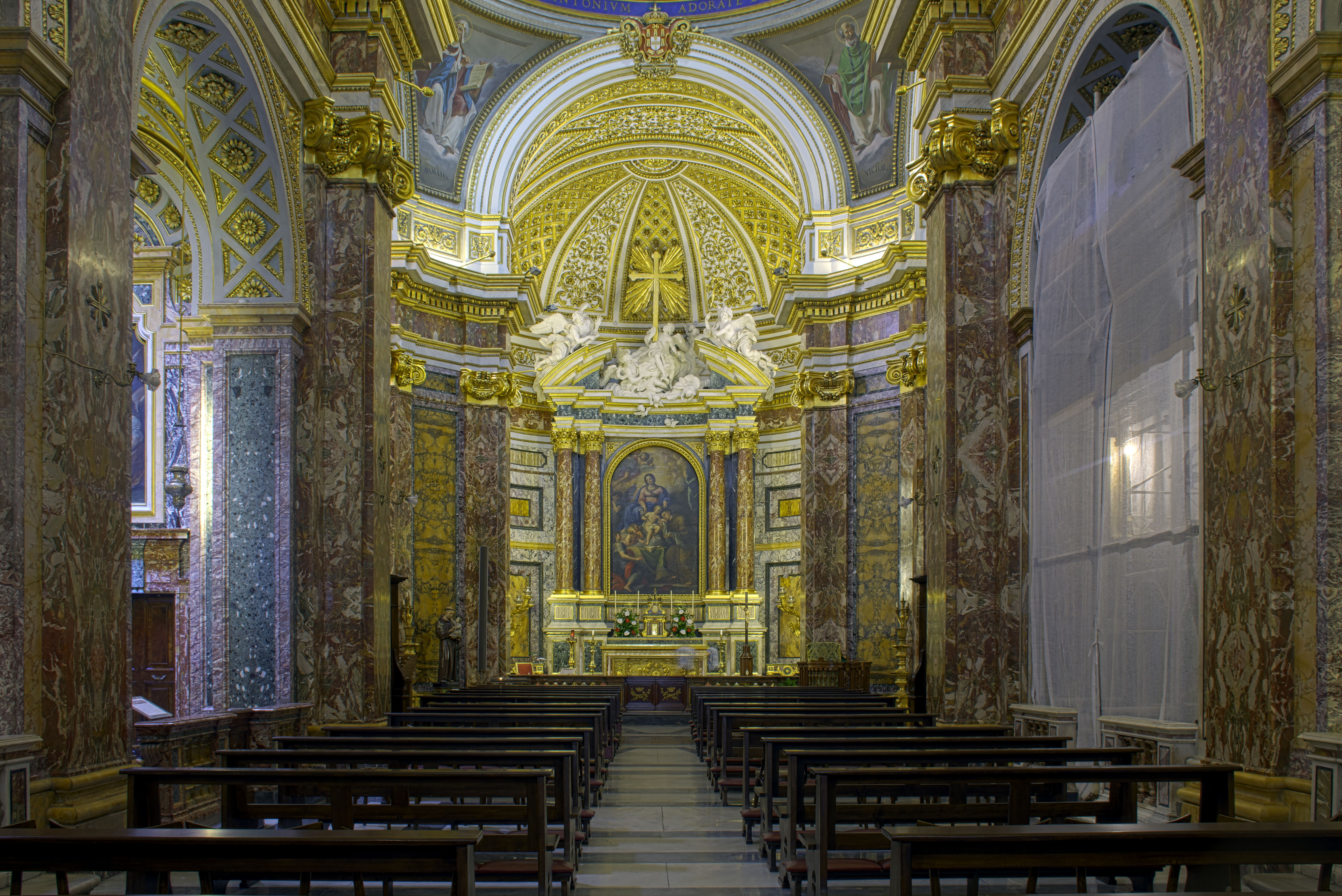
Blick in das Langhaus Richtung Chor

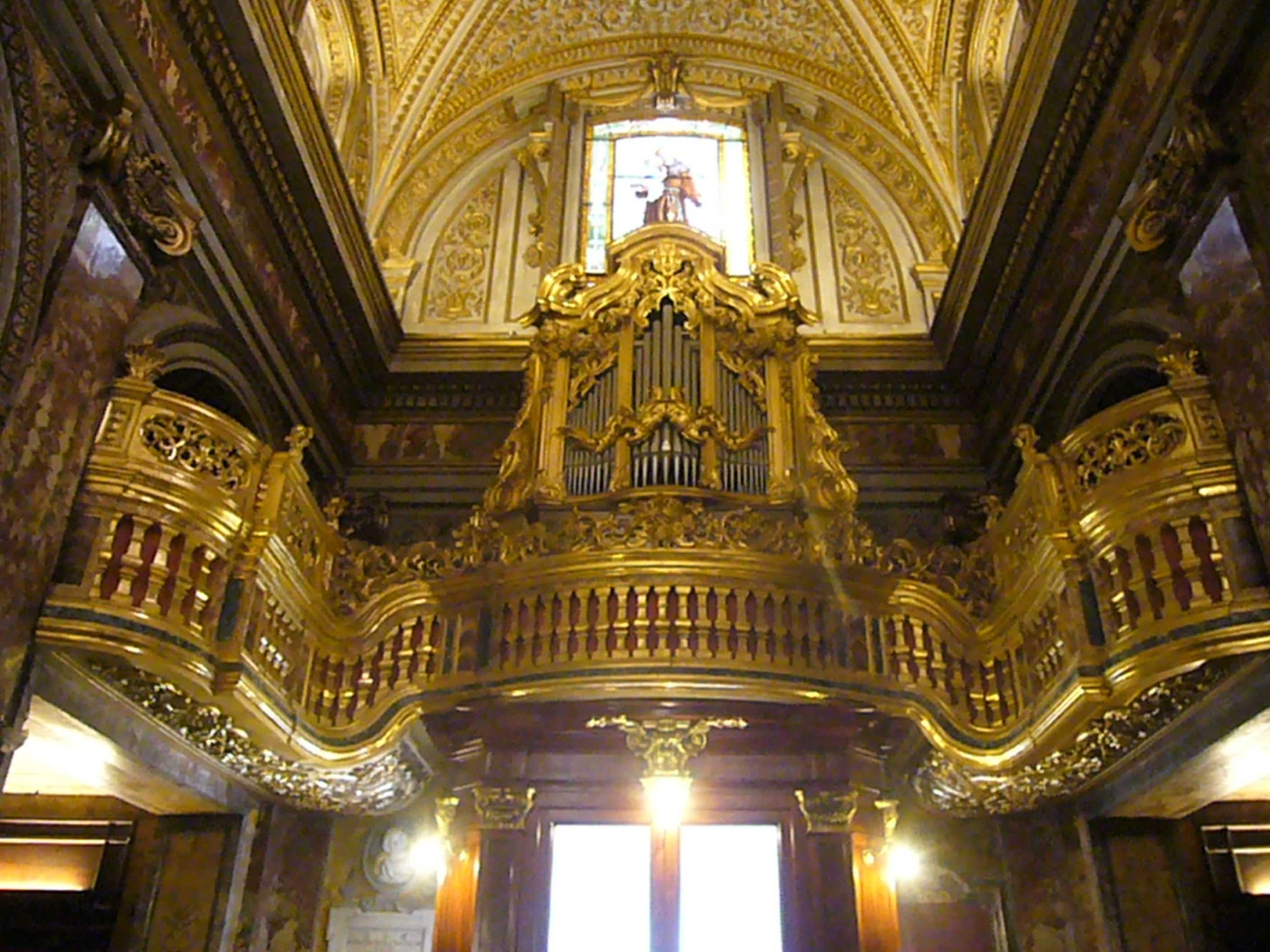
Blick auf die Orgel

In der Gestaltung des Innenraumes orientierte sich Guerra klar an derjenigen von Il Gesù. So entstand ein einschiffiger Kirchenraum mit seitlichen Kapellen. Die Decke des Langhauses ist in der Form eines Tonnenwölbes gestaltet. Klassisch für eine Kirche des Il-Gesù-Typs ist der, hier von querovalen Rundfenstern durchbrochene Kuppeltambour. Obschon der dekorative Innenraum in der reichen Formensprache des römischen Spätbarocks gehalten ist, gilt er als ein wenig „belanglos“.
Die Fresken der Kuppelzwickel sind Arbeiten des palermitanischen Künstlers Giacinto Calandrucci, von ihm stammt auch das Madonnen-Gemälde des Hauptaltars.
In der Kirche befindet sich das Grabmal eines portugiesischen Diplomaten der Familie da Souza-Holstein, es ist deshalb erwähnenswert, weil es eine Arbeit Antonio Canovas aus dem Jahr 1808 ist. Weiters wurde in Sant’Antonio der 1976 verstorbene Kardinal José da Costa Nunes bestattet.

## Orgel
Die Orgel auf der Empore wurde von der Orgelbaufirma Mascioni erbaut. Dabei fand ein kleines vorhandenes barockes Orgelgehäuse Wiederverwendung, welches schon seit langem kein Orgelwerk mehr beherbergte. In diesem Gehäuse wurde das Hauptwerk untergebracht. Die weiteren Werke finden sich – mehr oder minder unsichtbar vom Kirchenschiff aus – in den Nischen neben der Tribüne; ein weiteres Werk wurde in der Vierung untergebracht. Angesichts der begrenzten Raumverhältnisse in den Seitennischen sind etliche Register liegend (horizontal) untergebracht. Das Instrument hat 62 Register auf fünf Manualwerken und Pedal. Die Spiel- und Registertrakturen sind elektrisch.
| I Positivo C–c4 |                  |       |
| 1.              | Flauto           | 8′    |
| 2.              | Principalino     | 4′    |
| 3.              | Flauto Armonico  | 2′    |
| 4.              | Larigot Armonico | 1 ⁄3′ |
| 5.              | Cromorno         | 8′    |
| 6.              | Clarinetto       | 8′    |

| I Corale C–c4 |                 |    |
| 7.            | Koppel V/I      |    |
| 8.            | Flauto a camino | 8′ |
| 9.            | Flauto          | 4′ |
| 10.           | Sesquialtera II |    |
| 11.           | Cembalo III     |    |
| 12.           | Dulzian         | 8′ |
| 13.           | Tremolo         |    |

| II Grand Organo C–c4 |                |        |
| 14.                  | Flauto         | 16′    |
| 15.                  | Principale     | 8′     |
| 16.                  | Corno Camoscio | 8′     |
| 17.                  | Principale     | 4′     |
| 18.                  | Tromba         | 8′     |
| 19.                  | Violoncello    | 4′     |
| 20.                  | Quinta         | 5 1⁄3′ |
| 21.                  | Terza          | 3 1⁄5′ |
| 22.                  | Settima        | 2 ⁄7′  |
| 23.                  | Nachthorn      | 2′     |
| 24.                  | Cornetto V     | 8′     |
| 25.                  | Plein Jeu V-VI |        |

| III Recitativo espress. C–c4 |               |       |
| 26.                          | Bourdon       | 8′    |
| 27.                          | Gambe         | 8′    |
| 28.                          | Voix Céleste  | 8′    |
| 29.                          | Holzprincipal | 4′    |
| 30.                          | Larigot       | 1 ⁄3′ |
| 31.                          | Basson        | 16′   |
| 32.                          | Hautbois      | 8′    |
| 33.                          | Trompette     | 8′    |
| 34.                          | Voix Humaine  | 8′    |
| 35.                          | Tremolo       |       |

| IV Solo C–c4 |                    |        |
| 36.          | Flûte Harmonique   | 8′     |
| 37.          | Flûte Octaviante   | 4′     |
| 38.          | Nasard Harmonique  | 2 ⁄3′  |
| 39.          | Tierce Harmonique  | 1 3⁄5′ |
| 40.          | Piccolo Harmonique | 1′     |
| 41.          | Regale             | 16′    |
| 42.          | Fagotto            | 16′    |
| 43.          | Oboé               | 8′     |
| 44.          | Tremolo Oboé       |        |

| V Echo C–c4 |                  |     |
| 45.         | Quintaton Pedale | 16′ |
| 46.         | Quintadena       | 8′  |
| 47.         | Diapason         | 4′  |
| 48.         | Flageolet        | 2′  |
| 49.         | Terziana V       | 8′  |

| V Bombarda C–c4 |          |     |
| 50.             | Trombone | 16′ |
| 51.             | Tuba     | 8′  |

| Pedale C–g1 |                 |         |
| 52.         | Acustico        | 32′     |
| 53.         | Flautone        | 16′     |
| 54.         | Subbasso        | 16′     |
| 55.         | Gran Quinta     | 10 2⁄3′ |
| 56.         | Flauto          | 8′      |
| 57.         | Quinta          | 5 1⁄3′  |
| 58.         | Flauto          | 4′      |
| 59.         | Flautino        | 2′      |
| 60.         | Grand Cornet VI |         |
| 61.         | Bombarda        | 16′     |
| 62.         | Basson          | 16′     |
| 63.         | Fagotto         | 16′     |
| 64.         | Tromba          | 8′      |
| 65.         | Clairon         | 4′      |
| 66.         | Chalumeau       | 4′      |

## Kapelle des heiligen Johannes, in Lissabon

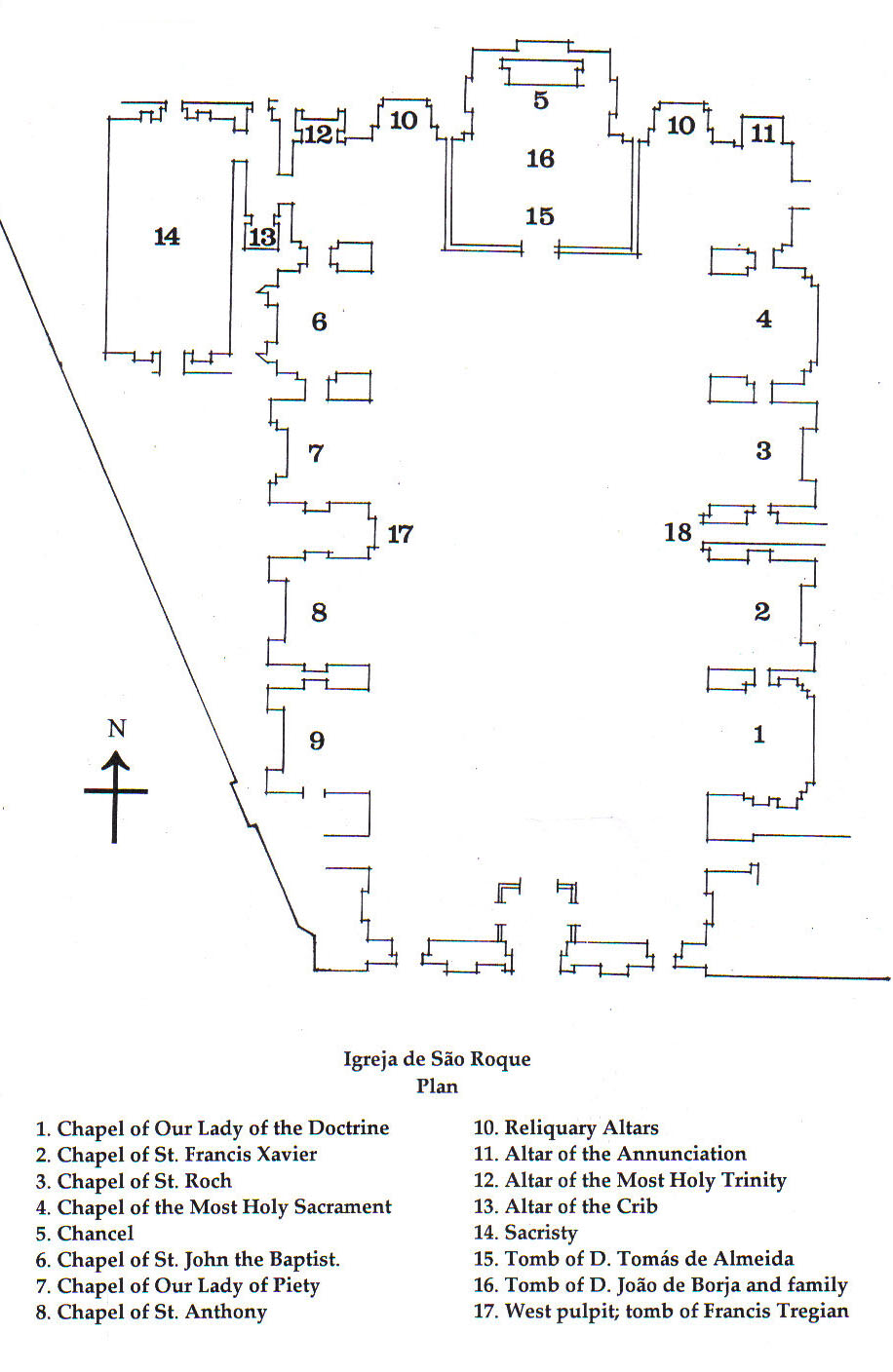
Grundriss der Kirche São Roque in Lissabon mit der wiedererrichteten Johanneskapelle, Nr. 6 oben links

Eine weitere Besonderheit dürfte die Geschichte einer Johanneskapelle sein. Der portugiesische König Johann V. hatte den Wunsch, ein unmittelbar vom Papst gesegnetes Bauwerk zu besitzen. So beauftragte er 1742 Luigi Vanvitelli mit den Planungen für eine Kapelle, ausgeführt wurde diese 1743 von Nicola Salvi in der Kirche. Errichtet wurde sie aus kostspieligen Materialien wie etwa seltenen Marmorarten und Halbedelsteinen. Nach der Segnung durch Papst Benedikt XIV. persönlich wurde sie in Einzelteile verpackt abgebaut und per Schiff nach Lissabon verbracht. Dort wurde sie 1747 als Seitenkapelle der Kirche São Roque wieder aufgebaut, sie befindet sich bis heute dort.

## Öffnungszeiten
Die Kirche ist jeweils von 08:30 bis 13:00 Uhr vormittags und nachmittags von 15:00 bis 18:00 Uhr geöffnet.

## Kardinalpriester
Am 21. Februar 2001 wurde Sant’Antonio zur Titelkirche. Folgende Personen waren Kardinalpriester von Sant’Antonio da Padova in Via Merulana:
| Kardinalpriester von Sant’Antonio in Campo Marzio |                                            |                        |                  |               |
| Nr.                                               | Name                                       | Amt                    | von              | bis           |
| 1                                                 | José da Cruz Policarpo                     | Patriarch von Lissabon | 21. Februar 2001 | 12. März 2014 |
| 2                                                 | Manuel José Macário do Nascimento Clemente | Patriarch von Lissabon | 14. Februar 2015 |               |